# TRPV3
TRPV3 — мономерний білок з родини іонних каналів TRP, гомо- та гетеротетрамерні комплекси якого формують рецептор-керований низькоселективний канал.

## Експресія
TRPV3 експресується головним чином у шкірі, а саме в кератиноцитах, та клітинах волосяних фолікулів, а також у мозку, сім'яниках, язику, гортані, внутрішньому вусі, дистальному відділі товстої кишки, у чутливих нейронах, порівняно з іншими членами родини експресується у меншій кількості.

## Структура білка
Послідовність амінокислот TRPV3 на 38%, 38%, 32%, 30% і 12% ідентична TRPV1, TRPV4, TRPV2, TRPV5 або TRPV6 і TRPM8 відповідно. Як і інші TRP канали, TRPV3 включає цитоплазматичні аміно- і карбоксильну кінцеві групи, анкіринові повтори, шість трансмембранних сегментів, P-петлю та TRP-бокс.
N-кінцеві анкіринові повтори, як вважають, беруть участь в білок-білковій взаємодії. Аналіз послідовностей амінокислот передбачає від трьох до чотири анкирінових повторів для TRPV3. Проте, на основі кристалічних структур анкіринових доменів інших TRPVs, TRPV3, як вважають, має шість анкіринових повторів. Як і TRPV1 та TRPV4, домен анкіринових повторів TRPV3 зв’язує АТФ і кальмодулін. Описано пряму взаємодію із TRPV1, A-kinase anchor protein (AKAP)-5, CaM та EGFR. Єдиний представник зі своєї підродини для якого не було описано ендогенних модуляторів, припускають взаємодію з ФІФ2. Хімічними активаторами виступають: камфора, карвакрол, евгенол, тимол і цитраль. Також канал активується деполяризацією мембрани.

## Функція
TRPV3 належить до теплочутливих каналів з порогом чутливості в 31-39 °C. За сприйняття температури відповідають залишки I644, N647 та Y661. Потрійна мутація знімає температурну чутливість цього каналу. TRPV3 формує шкірне теплове відчуття (думка дискутується). Механізм дії пояснюють впливом на сенсорні нейрони через вивільнення АТФ кератиноцитами при активації TRPV3.
TRPV3 регулює проліферацію, диференціювання та апоптоз епідермальних кератиноцитів. Його активація призводить до інгібування проліферації кератиноцитів і індукції апоптозу. Контролює міграцію кератиноцитів та загоєння ран, можливо через вивільнення NO. TRPV3 бере участь в формуванні шкірного покриву, росту волосся, загоєння ран, вимірювання температури, а також відчуття свербежу і болю. Вивчається можливий судинорозширювальний ефект активації TRPV3.
TRPV3 нокаутні миші демонструють утворення кучерявих вусів і хвилястої шерсті. Мутації в гені TRPV3 призводять до синдрому Олмстеда, першої ідентифікованої шкірної TRP-патії.